# Sukhanovskaya
Sukhanovskaya en ruso: Сухановская, es una variedad cultivar de ciruelo (Prunus domestica), de las denominadas ciruelas europeas,
una variedad de ciruela obtenida en el "Instituto Panruso de Selección y Tecnología de Horticultura y Viveros". Las frutas tienen un tamaño mediano, son de forma redonda, piel de grosor medio, con color principal verde claro, la cubierta es roja, más intensa en el lado soleado, con una capa media de pruina blanquecina, y pulpa de color amarilla, la consistencia es finamente fibrosa, la densidad y jugosidad son promedio, con el contenido de azúcar y el aroma de la pulpa promedio.

## Sinonimia
- "Сухановская",
- "Слива Сухановская",
- "Sliva Sukhanovskaya".[4][5]

## Historia
'Sukhanovskaya' es una variedad de ciruela creada por el equipo de obtentores formado por H.K. Yenikeev, y S.N. Satarova en el "Instituto Panruso de Selección y Tecnología de Horticultura y Viveros" mediante el cruce de la variedad 'Skorospelka Krasnaya' como "Parental Madre" x el polen de la variedad 'Renklod Zelenaya' como "Parental Padre".
'Sukhanovskaya' está inscrita en el "Registro Estatal" desde el año 2000.

## Características
'Sukhanovskaya' es un árbol de altura media. La copa es redonda y compacta, la densidad y el follaje son promedio. El brote es marrón, desnudo. Las yemas son de tamaño medio, ubicadas en almohadillas fuertemente convexas, desviadas del brote. La lámina de la hoja es ovalada, el tamaño (largo x ancho) es de 49,8 cm2, el color es verde, el grosor es medio, la superficie es ligeramente arrugada, no hay pubescencia en la parte superior e inferior, el borde es doblemente aserrado. El pecíolo es de longitud media, tiene glándulas. Los pétalos de la flor no están cerrados, hay 21 estambres, el estigma del pistilo se encuentra al nivel de los estambres, el ovario está desnudo, el cáliz tiene forma de copa. El pedúnculo es de longitud media, desnudo. Da fruto y florece en ramas de ramo y espolones. Período promedio de floración es del 13 al 20 de mayo, autoesterilidad por lo que precisa otras variedades polinizadoras en la proximidad. Presenta una cierta vecería, y baja resistencia al invierno.
'Sukhanovskaya' tiene frutos de tamaño mediano con un peso promedio de 21 gr, de forma redonda, uniformes, siendo la parte superior y la base redondas, el embudo en la base es poco profundo, la sutura ventral está bien desarrollada, el aspecto del fruto es bueno; piel de grosor medio, con color principal es verde claro, la cubierta es roja, más intensa en el lado soleado, con una capa media de pruina azulada; no hay puntos subcutáneos; el pedúnculo es de longitud promedio, el fruto se arranca del pedúnculo seco; la pulpa es de color amarilla, la consistencia es finamente fibrosa, la densidad y jugosidad son promedio, con el contenido de azúcar y el aroma de la pulpa promedio, siendo la calificación de sabor de 4.2 puntos. Composición bioquímica: materia seca  - 15.5%, ácidos libres - 1.8%, azúcares - 9.7%, ácido ascórbico - 10.2 mg / 100 gr.
Hueso es semi adherente, grande, ovalado, pesa 1.4 g, el porcentaje de masa de hueso de la masa del fruto es de 6.7. y se separa fácilmente de la pulpa.
El fruto madura en la segunda y tercera decena de agosto. Los frutos son transportables.

## Usos
Los frutos son adecuados tanto para el consumo en fresco como para diversos tipos de procesamiento, entre otros, mermelada, conservas.

## Cualidades
Los brotes y las ramas sufren daños moderados por las heladas invernales. Los botones florales sufren daños moderados por las heladas invernales y primaverales. La variedad sufre daños moderados por enfermedades y plagas (2,5-3 puntos porcentuales). Esta variedad es apta para la producción, pero no para la horticultura intensiva. 
Ventajas de la variedad: buena calidad del fruto y rendimiento. 
Desventajas: cierta periodicidad en la fructificación, autoesterilidad, baja resistencia al invierno.